# Markthalle (Méréville)
Koordinaten: 48° 19′ 9,7″ N, 2° 5′ 21″ O

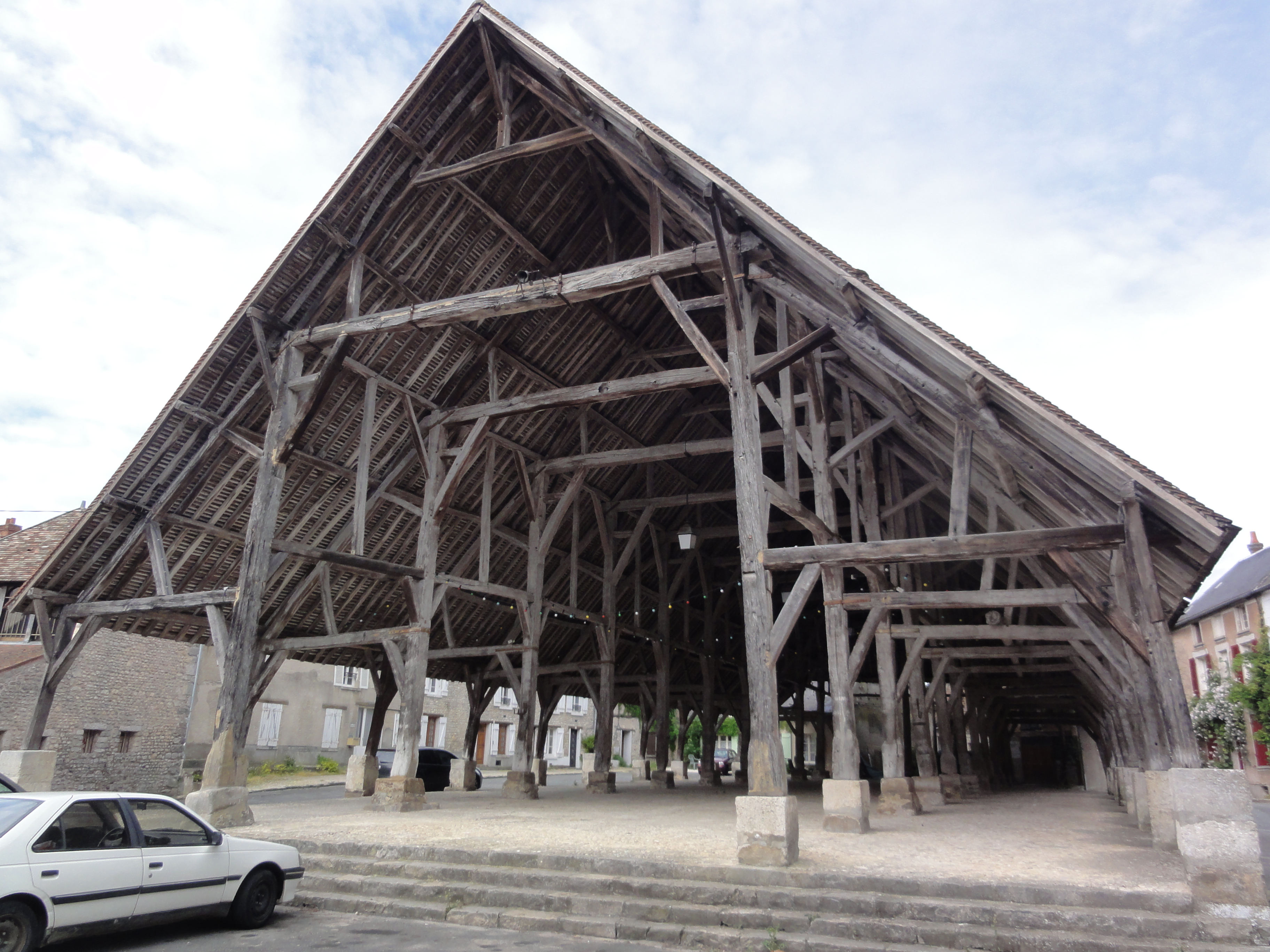
Markthalle in Méréville

Die Markthalle in Méréville, einer französischen Gemeinde im Département Essonne in der Region Île-de-France, wurde 1511 errichtet. Die Markthalle an der Place des Halles steht seit 1921 als Monument historique auf der Liste der Baudenkmäler in Frankreich.
Die Markthalle ließ der Grundherr Bertrand de Reilhac erbauen. Der König erteilte das Privileg für einen Markttag pro Woche und vier Messen pro Jahr.
Das Gebäude besteht aus einer langen Halle, die durch Pfeiler auf Sandsteinsockeln in drei Schiffe geteilt wird.